# نادي السماوة
نادي السماوة الرياضي هو أحد أندية كرة القدم في العراق. تأسس عام 1963  بأشراف شمخي جبر عذاب، وهو أول معلم للتربية الرياضية في محافظة السماوة حيث يعده رياضيو المدينة صانعاً لرياضة كرة القدم في المدينة، فيما ترأس حاتم رشيد ديبس أول هيئة إدارية للنادي. وتقع مدينة السماوة، مركز محافظة المثنى، على مسافة 280 كم جنوب العاصمة بغداد.

## التاريخ
شارك السماوة بأول فريق لكرة القدم في أول نسخة من بطولة الدوري العراقي لكرة القدم في موسم 1974- 1975 بعدما تصدر مجموعته الجنوبية في حينها والتي ضمت فرق الميناء والناصرية والكوت وميسان واحتل المركز السادس في تلك البطولة وكان أفضل مركز يحققه فريق السماوة طوال مسيرته في الدوري العراقي بإشراف مدربه مسلم علي.
وهبط الفريق بعدها إلى دوري الدرجة الثانية في العام التالي 1975- 1976 وبقي فيها فترة طويلة حتى الموسم 1999- 2000 حين أصدر اتحاد كرة القدم قرارا قضى بضم فرق المحافظات إلى الدوري الممتاز وفي موسم 2000 -2001 تأهل الفريق للدوري الممتاز برفقة فريقي الميناء والكوت بعد تصدره فرق المجموعة الجنوبية التي ضمت أيضا فريقي الشطرة وميسان لكنه هبط إلى الدرجة الأولى وكان الفريق قاب قوسين من الصعود إلى دوري النخبة في موسم 2004 - 2005 بعد خسارته للمباراة الفاصلة على ملعبه مع فريق نادي الشرطة بهدفين مقابل لا شيء.
الموسم 2005 - 2006 هبط الفريق إلى دوري الدرجة الثانية والذي أصبح يلقب في الأوساط الرياضية العراقية بدوري المظالم بسبب قلة شعبيته الجماهيرية وقلة الاهتمام الرسمي والإعلامي به لكن سرعان ما عاد الفريق إلى الدوري الممتاز في الموسم التالي 2006 -2007 اثر خطفه إحدى بطاقات المجموعة الجنوبية الثلاث المؤهلة للدوري الممتاز.
وفي الموسم 2007 - 2008 حافظ الفريق على تواجده مع فرق الدوري الممتاز وفي الموسم 2008 - 2009 بقي الفريق محافظاً على تواجده في الدوري الممتاز
وبعدها لم يستطع الفريق المحافظة على تواجده ضمن الدوري الممتاز وذلك بهبوطه إلى الدرجة الأولى وفي عام 2014 -2015 تمكن الفريق من التأهل إلى الدوري العراقي الممتاز بعد أداء رائع وجميل وتمكن من هزيمة نادي الصناعة في مجموع المبارتين وقرر نادي السماوة الرياضي عدم مشاركته في دوري الكرة الممتاز 2019 - 2020. نظراً للأوضاع العامة التي يمر العراق اثناء فترة الاحتجاجات التي شهدتها البلاد تبعأ لما جاء في تقرير لجنة المسابقات في اتحاد كرة القدم العراقي والذي نص على «نظراً للأوضاع العامة التي يمر بها بلدنا الحبيب ومطالبات من قبل أبناء الشعب لحقوقهم من قبل الدولة، حيث أدت بعض الأحداث على تأخر انطلاق مسابقة الدوري العراقي الممتاز لكرة القدم لهذا العام وبعد عودة عجلة دوران الدوري على نظام التجمع في إقليم كردستان وفيه حرية المشاركة من عدمها بدون هبوط أي فريق لمصاف الدرجة الأولى»

## التشكيلة[6]
| الرقم | اسم اللاعب           | المركز |
| 32    | احمد كاظم جوني       | حارس   |
| 22    | امير عماد محمد       | حارس   |
| 21    | مهند جبار            | حارس   |
| 24    | عباس لفتة حسن        | دفاع   |
| 15    | علي كاظم متعب        | دفاع   |
|       | اياد سدير            | دفاع   |
| 3     | حيدر راسم عبد الله   | دفاع   |
| 31    | كريم وحيد نايف       | دفاع   |
| 14    | كرار عباس كاطم       | دفاع   |
| 5     | محمد موسى مطشر       | دفاع   |
| 38    | صادق عادل بيدة       | دفاع   |
|       | عباس عبد العزيز      | وسط    |
|       | عبد الله احمد        | وسط    |
| 11    | احمد حاضر { دبور }   | وسط    |
| 4     | علي عبد الله صلال    | وسط    |
|       | أنس مالك             | وسط    |
| 18    | ايهاب ناجح رحيم      | وسط    |
| 29    | حيدر عبد الجبار عبود | وسط    |
| 17    | حيدر صبحي خضر        | وسط    |
| 7     | كنان عادل نعمة       | وسط    |
| 35    | خالد نزار حسن        | وسط    |
|       | مؤمل سعد             | وسط    |
| 33    | محمد نزار عبد الحسين | وسط    |
| 20    | محمد حسن عبد الواحد  | وسط    |
|       | محمد سليم            | وسط    |
| 36    | منتظر كلف خضير       | وسط    |
| 25    | مصطفى عبد الله حمد   | وسط    |
| 19    | رافد جبير سالم       | وسط    |
|       | صادق موسى جعفر       | وسط    |
| 6     | صالح نايف صالح       | وسط    |
|       | سراج الدين صباح      | وسط    |
| 9     | احمد حسين كاظم       | هجوم   |
| 13    | محمدباقر عبدالله     | هجوم   |
| 37    | حسن جاسم سلمان       | هجوم   |
| 8     | حسين يونس ناصر       | هجوم   |
| 10    | كرار حسين كاظم       | هجوم   |

## روابط إضافية
- نادي السماوة على الانستغرام https://www.instagram.com/alsamawa_club/